# GINChUK
Das GINChUK, auch Staatliches Institut für künstlerische Kultur genannt (russisch Гинхук, Langform Государственный институт художественной культуры Gossudarstwenny institut chudoschestwennoi kultury), war ein Kunstinstitut in Leningrad, das im nachrevolutionären Russland im Jahre 1924 aus dem Museum für Malkultur gegründet wurde und bis Ende 1926 bestand. Es steht in Nachfolge des INChUK.
Der Institution gehörten eine Reihe von russischen Künstlern der Russischen Avantgarde an: 
- Kasimir Malewitsch war bis zur Auflösung gegen Ende 1926 Direktor des GINChUK
- Michail Matjuschin leitete die wissenschaftliche Forschungsabteilung für organische Kultur
- Nikolai Michailowitsch Suetin beteiligte sich an der künstlerischen Forschungsarbeit und assistierte Malewitsch bei dessen Architektonen und Planiten
- Jefim Rojak war Praktikant und später wissenschaftlicher Mitarbeiter bei Malewitsch
- Konstantin Iwanowitsch Roschdestwenski war Praktikant bei Malewitsch
- Ilja Grigorjewitsch Tschaschnik war wissenschaftlicher Mitarbeiter von Malewitsch
- Wera Jermolajewa war Leiterin des Farblaboratoriums
- Pawel Nikolajewitsch Filonow war Leiter für Allgemeine Ideologie
- Lew Judin untersuchte die Gesetzmäßigkeiten des Kubismus als Leiter des Formlaboratoriums.